# Сборная Словении по хоккею с шайбой
Сборная Словении по хоккею с шайбой (словен. Slovenska hokejska reprezentanca) представляет Словению на международных соревнованиях по хоккею с шайбой. Управляется Федерацией хоккея с шайбой Словении. Тренером сборной является Матьяж Копитар, отец игрока НХЛ Анже Копитара. Капитаном сборной (на 2011 год) является Томаж Разингар. Всего в НХЛ выступало три словенца: Анже Копитар, Ян Муршак и Эдвард Кастелич. В стране насчитывается всего 943 профессиональных хоккеиста.

## История
Лучшим достижением команды на чемпионатах мира является 13-е место в 2002 и 2005 годах, а выше 15-го места в рейтинге ИИХФ команда не поднималась (в 2011 заняла 18-е место). К тому же Словения, несмотря на своё нахождение в Топ-25 стран ИИХФ, никогда не делегировала свою юношескую команду на чемпионат мира.
На Олимпийских играх сборная Словении дебютировала в 2014 году и благодаря победе в дополнительном раунде над сборной Австрии 4:0 вышла в четвертьфинал, где уступила сборной Швеции.

## Достижения
- 1993 — 24-е место (4-е в дивизионе C)
- 1994 — 25-е место (5-е в дивизионе C)
- 1995 — 27-е место (7-е в дивизионе C)
- 1996 — 23-е место (3-е в дивизионе C)
- 1997 — 22-е место (2-е в дивизионе C, победила в стыковых матчах)
- 1998 — 18-е место (2-е в дивизионе B, проиграла в стыковых матчах)
- 1999 — 21-е место (5-е в дивизионе B)
- 2000 — 23-е место (7-е в дивизионе B)
- 2001 — 17-е место (1-е в I дивизионе, группе B, вышла в высший дивизион)
- 2002 — 13-е место
- 2003 — 15-е место (вылетела в I дивизион)
- 2004 — 17-е место (победитель I дивизиона, группы B, вышла в высший дивизион)
- 2005 — 13-е место
- 2006 — 16-е место (вылетела в I дивизион)
- 2007 — 17-е место (победитель I дивизиона, группы B, вышла в высший дивизион)
- 2008 — 15-е место (вылетела в I дивизион)
- 2009 — 19-е место (2-е в I дивизионе, группе A)
- 2010 — 18-е место (победитель I дивизиона, группы B, вышла в высший дивизион)
- 2011 — 16-е место (вылетела в I дивизион)
- 2012 — 17-е место (победитель I дивизиона, группы A, вышла в высший дивизион)
- 2013 — 16-е место (вылетела в I дивизион)
- 2014 — 7-е место на Олимпийских играх; 17-е место на чемпионате мира (победитель I дивизиона, группы A, вышла в высший дивизион)
- 2015 — 16-е место (вылетела в I дивизион)
- 2016 — 17-е место (победитель I дивизиона, группы A, вышла в высший дивизион)
- 2017 — 15-е место (вылетела в I дивизион)
- 2018 — 9-е место на Олимпийских играх; 27-мое место и 5-е в 1 дивизионе Группе А
- 2019 — 24-е место и 4-е в 1 дивизионе Группе А
- 2020 — отменен из-за пандемии Covid-19
- 2021 — отменён из-за пандемии Covid-19
- 2022 — Сохозяева; 17-е место и 1-е в 1 дивизионе Группе А (вышли в ТОП-Дивизион)
- 2023 —  16-е место и 8-е в Группе Б в ТОП-дивизионе (вылетели в 1 дивизион)
- 2024 — 18-е место и 2-е в Группе А в 1 дивизионе (вышли в ТОП-дивизион)
- 2025 — 13-е место и 7-е в Группе А в ТОП-дивизионе

## Текущий состав
Состав сборной Словении на Чемпионате мира 2025:
| Номер | Имя                 | Позиция    | Рост, см | Вес, кг | Дата рождения | Клуб                        |
| ----- | ------------------- | ---------- | -------- | ------- | ------------- | --------------------------- |
| 4     | Александр Маговац   | Защитник   | 181      | 88      | 09.02.1991    | Амьен Готикка               |
| 6     | Миха Штебих         | Защитник   | 190      | 92      | 07.04.1992    | Горацка Славия Тршебич      |
| 8     | Марсель Махковец    | Нападающий | 180      | 84      | 17.12.2003    | Олимпия Любляна             |
| 10    | Миха Беричич        | Нападающий | 193      | 88      | 15.04.2004    | Олимпия Любляна             |
| 12    | Ни Симшич           | Нападающий | 182      | 90      | 12.03.1997    | Олимпия Любляна             |
| 13    | Нэйс Лангус         | Нападающий | 186      | 87      | 05.12.2004    | Университет Августаны       |
| 14    | Матиц Подлипник (А) | Защитник   | 181      | 83      | 09.08.1992    | Китцбюэль                   |
| 15    | Блаж Грегорц        | Защитник   | 190      | 95      | 18.01.1990    | Олимпия Любляна             |
| 17    | Ян Голичич          | Защитник   | 196      | 93      | 30.06.2006    | Гатино Олимпикс             |
| 18    | Кен Ограеншек       | Нападающий | 177      | 75      | 30.08.1991    | Блэк Вингз Линц             |
| 21    | Ян Дрозг            | Нападающий | 185      | 82      | 01.04.1999    | Куньлунь Ред Стар           |
| 23    | Яка Соджа           | Нападающий | 176      | 85      | 17.12.1999    | Олимпия Любляна             |
| 33    | Жан Ус              | Вратарь    | 181      | 78      | 10.06.1996    | Есенице                     |
| 41    | Ян Чосич            | Защитник   | 178      | 80      | 07.03.2003    | Олимпия Любляна             |
| 43    | Урбан Подрекар      | Защитник   | 183      | 86      | 14.02.2005    | Флинт Файрбёрдз             |
| 46    | Матич Тёрёк (А)     | Нападающий | 180      | 86      | 26.07.2003    | КооКоо                      |
| 47    | Рок Макух           | Нападающий | 190      | 100     | 19.04.1997    | Оломоуц                     |
| 49    | Филип Ситар         | Нападающий | 180      | 85      | 29.06.2005    | Коннектикутский университет |
| 55    | Роберт Саболич (К)  | Нападающий | 183      | 90      | 18.09.1988    | Олимпия Любляна             |
| 61    | Лукаш Горак         | Вратарь    | 186      | 86      | 05.10.1993    | Олимпия Любляна             |
| 69    | Матия Пинтарич      | Вратарь    | 182      | 84      | 11.08.1989    | Брюлёр де Люп               |
| 70    | Рок Капель          | Нападающий | 178      | 81      | 04.05.1999    | Олимпия Любляна             |
| 91    | Жан Езовшек         | Нападающий | 185      | 98      | 22.04.1997    | Линдау Айлендерс            |
| 92    | Анже Жежель         | Нападающий | 173      | 80      | 24.03.2005    | Фехервар                    |
| 96    | Бине Машич          | Защитник   | 178      | 75      | 14.11.2002    | Олимпия Любляна             |

| Должность            | Имя             | Гражданство | Дата рождения |
| -------------------- | --------------- | ----------- | ------------- |
| Главный тренер       | Эдо Терглав     | Словения    | 24.01.1980    |
| Ассистент тренера    | Горазд Дриновец | Словения    | 31.05.1971    |
| Ассистент тренера    | Андрей Тавжель  | Словения    | 14.03.1984    |
| Тренер вратарей      | Клемен Мохорич  | Словения    | 25.05.1975    |
| Генеральный менеджер | Деян Контрек    | Словения    | 23.01.1970    |

## Тренеры сборной
- Руди Хити (1992—1994)
- Владимир Крикунов (1995—1996)
- Павле Кавчич (1997—1999)
- Руди Хити (2000)
- Матьяж Секель (2001—2003)
- Кари Саволайнен (2004—2005)
- Франтишек Выборны (2006)
- Тед Сатор (2007)
- Матс Валтин (2007—2008)
- Джон Харрингтон (2009—2010)
- Матьяж Копитар (2011—2015)
- Ник Жупанчич (2015—2017)
- Кари Саволайнен (2017—2018)
- Иво Ян (2018—2019)
- Матьяж Копитар (2019—2023)
- Эдо Терглав (2023—н. в.)